# Keegan DeWitt
Keegan DeWitt (Oregon, 8 de abril de 1982) é um compositor, cantor e ator norte-americano.